# Szaturnusz-díj a legjobb animációs filmnek
A legjobb animációs filmnek járó Szaturnusz-díjat évente adja át az Academy of Science Fiction, Fantasy & Horror Films szervezet. A díjjal a sci-fi, fantasy és horror-műfaj alkotásait jutalmazzák.
A díjat elsőként 1978-ban osztották ki, egyetlen alkalommal. 1982-ben – ismét egy alkalommal – újra felélesztették a kategóriát. 2002-től folyamatosan, minden évben átadják a legjobbnak ítélt animációs filmnek.

## Győztesek és jelöltek
Győztes film
- – Oscar-nyertes mű ugyanebben a kategóriában
- – Oscarra jelölt mű ugyanebben kategóriában

(MEGJEGYZÉS: Az Év oszlop az adott művek megjelenési évére utal, a tényleges díjátadó ceremóniát a következő évben rendezték meg.)

### Korai évek
| Év                                | Magyar cím              | Eredeti cím    |
| --------------------------------- | ----------------------- | -------------- |
| 1978 (6. díjátadó)                | Gesztenye, a honalapító | Watership Down |
| 1982 (10. díjátadó)               |                         |                |
| A NIMH titka                      | The Secret of NIMH      |                |
|                                   | Phoenix 2772            |                |
| Az utolsó egyszarvú               | The Last Unicorn        |                |
| Az idő urai                       | Les Maîtres du temps    |                |
| Tron, avagy a számítógép lázadása | Tron                    |                |

### 2000-es évek
| Év                  | Magyar cím                                      | Eredeti cím                                    |
| ------------------- | ----------------------------------------------- | ---------------------------------------------- |
| 2002 (29. díjátadó) | Chihiro Szellemországban                        | Spirited Away                                  |
| 2002 (29. díjátadó) | Jégkorszak                                      | Ice Age                                        |
| 2002 (29. díjátadó) | Lilo és Stitch – A csillagkutya                 | Lilo & Stitch                                  |
| 2002 (29. díjátadó) | A kincses bolygó                                | Treasure Planet                                |
| 2003 (30. díjátadó) | Némó nyomában                                   | Finding Nemo                                   |
| 2003 (30. díjátadó) | Mackótestvér                                    | Brother Bear                                   |
| 2003 (30. díjátadó) | Bolondos dallamok – Újra bevetésen              | Looney Tunes: Back in Action                   |
| 2003 (30. díjátadó) | Szindbád – A hét tenger legendája               | Sinbad: Legend of the Seven Seas               |
| 2004 (31. díjátadó) | A Hihetetlen család                             | The Incredibles                                |
| 2004 (31. díjátadó) | Polar Expressz                                  | The Polar Express                              |
| 2004 (31. díjátadó) | Cápamese                                        | Shark Tale                                     |
| 2004 (31. díjátadó) | Shrek 2.                                        | Shrek 2                                        |
| 2005 (32. díjátadó) | A halott menyasszony                            | Corpse Bride                                   |
| 2005 (32. díjátadó) | Csodacsibe                                      | Chicken Little                                 |
| 2005 (32. díjátadó) | PiROSSZka – A jó, a rossz, a farkas, MEGAnagyi  | Hoodwinked!                                    |
| 2005 (32. díjátadó) | A vándorló palota                               | Howl's Moving Castle                           |
| 2005 (32. díjátadó) | Madagaszkár                                     | Madagascar                                     |
| 2005 (32. díjátadó) | Wallace és Gromit és az elvetemült veteménylény | Wallace & Gromit: The Curse of the Were-Rabbit |
| 2006 (33. díjátadó) | Verdák                                          | Cars                                           |
| 2006 (33. díjátadó) | Elvitte a víz                                   | Flushed Away                                   |
| 2006 (33. díjátadó) | Táncoló talpak                                  | Happy Feet                                     |
| 2006 (33. díjátadó) | Rém rom                                         | Monster House                                  |
| 2006 (33. díjátadó) | Túl a sövényen                                  | Over the Hedge                                 |
| 2006 (33. díjátadó) | Kamera által homályosan                         | A Scanner Darkly                               |
| 2007 (34. díjátadó) | L’ecsó                                          | Ratatouille                                    |
| 2007 (34. díjátadó) | Beowulf – Legendák lovagja                      | Beowulf                                        |
| 2007 (34. díjátadó) | A Robinson család titka                         | Meet the Robinsons                             |
| 2007 (34. díjátadó) | Harmadik Shrek                                  | Shrek the Third                                |
| 2007 (34. díjátadó) | A Simpson család – A film                       | The Simpsons Movie                             |
| 2007 (34. díjátadó) | Vigyázz, kész, szörf!                           | Surf's Up                                      |
| 2008 (35. díjátadó) | WALL·E                                          | WALL-E                                         |
| 2008 (35. díjátadó) | Volt                                            | Bolt                                           |
| 2008 (35. díjátadó) | Horton                                          | Horton Hears a Who!                            |
| 2008 (35. díjátadó) | Kung Fu Panda                                   | Kung Fu Panda                                  |
| 2008 (35. díjátadó) | Madagaszkár 2.                                  | Madagascar: Escape 2 Africa                    |
| 2008 (35. díjátadó) | Star Wars: A klónok háborúja                    | Star Wars: The Clone Wars                      |
| 2009 (36. díjátadó) | Szörnyek az űrlények ellen                      | Monsters vs. Aliens                            |
| 2009 (36. díjátadó) | Karácsonyi ének                                 | A Christmas Carol                              |
| 2009 (36. díjátadó) | Coraline és a titkos ajtó                       | Coraline                                       |
| 2009 (36. díjátadó) | A fantasztikus Róka úr                          | Fantastic Mr. Fox                              |
| 2009 (36. díjátadó) | Jégkorszak 3. – A dínók hajnala                 | Ice Age: Dawn of the Dinosaurs                 |
| 2009 (36. díjátadó) | Fel                                             | Up                                             |

### 2010-es évek
| Év                       | Magyar cím                      | Eredeti cím                                   |
| ------------------------ | ------------------------------- | --------------------------------------------- |
| 2010 (37. díjátadó)      | Toy Story 3.                    | Toy Story 3                                   |
| 2010 (37. díjátadó)      | Gru                             | Despicable Me                                 |
| 2010 (37. díjátadó)      | Így neveld a sárkányodat        | How to Train Your Dragon                      |
| 2010 (37. díjátadó)      | Az Őrzők legendája              | Legend of the Guardians: The Owls of Ga'Hoole |
| 2010 (37. díjátadó)      | Shrek a vége, fuss el véle      | Shrek Forever After                           |
| 2010 (37. díjátadó)      | Aranyhaj és a nagy gubanc       | Tangled                                       |
| 2011 (38. díjátadó)      | Csizmás, a kandúr               | Puss in Boots                                 |
| 2011 (38. díjátadó)      | Tintin kalandjai                | The Adventures of Tintin                      |
| 2011 (38. díjátadó)      | Verdák 2.                       | Cars 2                                        |
| 2011 (38. díjátadó)      | Kung Fu Panda 2.                | Kung Fu Panda 2                               |
| 2011 (38. díjátadó)      | Rango                           | Rango                                         |
| 2011 (38. díjátadó)      | Rio                             | Rio                                           |
| 2012 (39. díjátadó)      | Frankenweenie – Ebcsont beforr  | Frankenweenie                                 |
| 2012 (39. díjátadó)      | Merida, a bátor                 | Brave                                         |
| 2012 (39. díjátadó)      | ParaNorman                      | ParaNorman                                    |
| 2012 (39. díjátadó)      | Rontó Ralph                     | Wreck-It Ralph                                |
| 2013 (40. díjátadó)      | Jégvarázs                       | Frozen                                        |
| 2013 (40. díjátadó)      | Gru 2.                          | Despicable Me 2                               |
| 2013 (40. díjátadó)      | –                               | Kokurikozaka kara                             |
| 2013 (40. díjátadó)      | Szörny Egyetem                  | Monsters University                           |
| 2014 (41. díjátadó)      | A Lego-kaland                   | The Lego Movie                                |
| 2014 (41. díjátadó)      | Hős6os                          | Big Hero 6                                    |
| 2014 (41. díjátadó)      | Doboztrollok                    | The Boxtrolls                                 |
| 2014 (41. díjátadó)      | Így neveld a sárkányodat 2.     | How to Train Your Dragon 2                    |
| 2014 (41. díjátadó)      | Szél támad                      | Kaze tachinu                                  |
| 2015 (42. díjátadó)      | Agymanók                        | Inside Out                                    |
| 2015 (42. díjátadó)      | Anomalisa                       | Anomalisa                                     |
| 2015 (42. díjátadó)      | Dínó tesó                       | The Good Dinosaur                             |
| 2015 (42. díjátadó)      | Kung Fu Panda 3.                | Kung Fu Panda 3                               |
| 2015 (42. díjátadó)      | Minyonok                        | Minions                                       |
| 2015 (42. díjátadó)      | Amikor Marnie ott volt          | Omoide no Mânî                                |
| 2016 (43. díjátadó)      | Szenilla nyomában               | Finding Dory                                  |
| 2016 (43. díjátadó)      | Final Fantasy XV.: Ősök gyűrűje | Kingsglaive: Final Fantasy XV                 |
| 2016 (43. díjátadó)      | Vaiana                          | Moana                                         |
| 2016 (43. díjátadó)      | Énekelj!                        | Sing                                          |
| 2016 (43. díjátadó)      | Trollok                         | Trolls                                        |
| 2016 (43. díjátadó)      | Zootropolis – Állati nagy balhé | Zootopia                                      |
| 2017 (44. díjátadó)      | Coco                            | Coco                                          |
| 2017 (44. díjátadó)      | Verdák 3.                       | Cars 3                                        |
| 2017 (44. díjátadó)      | Gru 3.                          | Despicable Me 3                               |
| 2017 (44. díjátadó)      | Bébi úr                         | The Boss Baby                                 |
| 2017 (44. díjátadó)      | Mi a neved?                     | Your Name                                     |
| 2018/2019 (45. díjátadó) | Pókember: Irány a Pókverzum!    | Spider-Man: Into the Spider-Verse             |
| 2018/2019 (45. díjátadó) | A Grincs                        | The Grinch                                    |
| 2018/2019 (45. díjátadó) | Így neveld a sárkányodat 3.     | How to Train Your Dragon: The Hidden World    |
| 2018/2019 (45. díjátadó) | Ralph lezúzza a netet           | Ralph Breaks the Internet                     |
| 2018/2019 (45. díjátadó) | A Hihetetlen család 2.          | Incredibles 2                                 |
| 2018/2019 (45. díjátadó) | Toy Story 4.                    | Toy Story 4                                   |
| 2019/2020 (46. díjátadó) | Előre                           | Onward                                        |
| 2019/2020 (46. díjátadó) | Addams Family – A galád család  | The Addams Family                             |
| 2019/2020 (46. díjátadó) | Jetikölyök                      | Abominable                                    |
| 2019/2020 (46. díjátadó) | Jégvarázs 2.                    | Frozen II                                     |
| 2019/2020 (46. díjátadó) | Kémesítve                       | Spies in Disguise                             |
| 2019/2020 (46. díjátadó) | Trollok a világ körül           | Trolls World Tour                             |

### 2020-as évek
| Év                       | Magyar cím                            | Eredeti cím                                 |
| ------------------------ | ------------------------------------- | ------------------------------------------- |
| 2021/2022 (50. díjátadó) | Marcel, a lábbelis csiga              | Marcel the Shell with Shoes On              |
| 2021/2022 (50. díjátadó) | Addams Family 2.                      | The Addams Family 2                         |
| 2021/2022 (50. díjátadó) | Encanto                               | Encanto                                     |
| 2021/2022 (50. díjátadó) | Lightyear                             | Lightyear                                   |
| 2021/2022 (50. díjátadó) | Luca                                  | Luca                                        |
| 2021/2022 (50. díjátadó) | Minyonok: Gru színre lép              | Minions: The Rise of Gru                    |
| 2022/2023 (51. díjátadó) | Pókember: A pókverzumon át            | Spider-Man: Across the Spider-Verse         |
| 2022/2023 (51. díjátadó) | Elemi                                 | Elemental                                   |
| 2022/2023 (51. díjátadó) | Csizmás, a kandúr: Az utolsó kívánság | Puss in Boots: The Last Wish                |
| 2022/2023 (51. díjátadó) | Super Mario Bros.: A film             | The Super Mario Bros. Movie                 |
| 2022/2023 (51. díjátadó) | Suzume                                | Suzume no Tojimari                          |
| 2022/2023 (51. díjátadó) | Tini Nindzsa Teknőcök: Mutáns káosz   | Teenage Mutant Ninja Turtles: Mutant Mayhem |
| 2023/2024 (52. díjátadó) | A vad robot                           | The Wild Robot                              |
| 2023/2024 (52. díjátadó) | A fiú és a szürke gém                 | Kimitachi wa Dō Ikiru ka                    |
| 2023/2024 (52. díjátadó) | Agymanók 2.                           | Inside Out 2                                |
| 2023/2024 (52. díjátadó) | Gru 4.                                | Despicable Me 4                             |
| 2023/2024 (52. díjátadó) | Kung Fu Panda 4.                      | Kung Fu Panda 4                             |
| 2023/2024 (52. díjátadó) | Spy × Family Code: White              |                                             |
| 2023/2024 (52. díjátadó) | Transformers Egy                      | Transformers One                            |

## Fordítás
- Ez a szócikk részben vagy egészben  a   Saturn Award for Best Animated Film című angol Wikipédia-szócikk fordításán alapul.  Az eredeti cikk szerkesztőit annak laptörténete sorolja fel. Ez a jelzés csupán a megfogalmazás eredetét és a szerzői jogokat jelzi, nem szolgál a cikkben szereplő információk forrásmegjelöléseként.